# Rudolf Diesel
För andra betydelser, se Diesel (olika betydelser).
Rudolf Christian Karl Diesel, född 18 mars 1858 i Paris, död 30 september 1913 under oklara omständigheter vid en drunkningsolycka i Engelska kanalen, var en tysk ingenjör och uppfinnare av dieselmotorn 1892.
Rudolf Diesel föddes i Paris som son till tyska föräldrar. Detta var en turbulent tid i Mellaneuropa, som tyskar i Frankrike blev familjen Diesel deporterad till England vid Fransk-tyska krigets utbrott. Han var mycket teknikintresserad hela livet och flyttade till Tyskland och den tekniska högskolan i München. Där blev han inspirerad att bygga en egen motor. Han ville att den nya motorn skulle ha en hög verkningsgrad. Från början skulle motorn kunna drivas av många olika bränslen.
Företagen Fried. Krupp och Maschinenfabrik Augsburg framställde 1893-1897 den första fungerande dieselmotorn. Motorn kunde köras på billigare bränslen men den var större och tyngre än konkurrenterna. Den blev populär i stora fordon som tåg, lastbilar och fartyg senare också när ekonomin gick bättre kom den även snabbt till vanliga bilar.
Rudolf Diesel omkom under mystiska omständigheter när han föll överbord i samband med en båtresa till England den 30 september 1913 dit han var på väg för att träffa franska och brittiska marinen. Hans kropp återfanns senare i floden Schelde. Det finns olika teorier till vad som ledde till hans död. En är att det var självmord på grund av bland annat ekonomiska problem, en annan att tyska marinen låg bakom.

## Eftermäle
Asteroiden 10093 Diesel är uppkallad efter honom.